# Astrid Yunadi
Astrid Ellena Indriana Yunadi (Surabaya, 6 giugno 1990) è una modella indonesiana. Tuttavia è cresciuta a Gaithersburg nel Maryland.
In rappresentanza di Giava orientale, Astrid Yunadi è stata incoronata Miss Indonesia 2011 il 3 giugno 2011 presso il parco centrale di Giacarta. Astrid Ellena ha quindi rappresentato l'Indonesia in occasione del concorso Miss Mondo 2011 che si è tenuto a Londra, nel Regno Unito dove è riuscita a giungere sino alle semifinali e dove ha ottenuto il titolo di Beauty With A Purpose a pari merito con Miss Ghana. È stata la prima ed al 2011 l'unica rappresentante dell'Indonesia ad ottenere questi risultati nell'intera storia del concorso.
Al momento della partecipazione a Miss Mondo, Astrid Yunadi era una studentessa presso la Pelita Harapan University, ed aveva già vinto numerosi concorsi di bellezza locali, incluso il Miss Pelita Harapan University organizzato dalla stessa università. Astrid Yunadi parla indonesiano, spagnolo, cinese ed inglese.
Vorrebbe darsi alla carriera diplomatica per promuovere la cultura indonesiana nel mondo.